# Carbeto de alumínio
Carbeto de alumínio é o composto de fórmula química Al4C3.
com água H2O, forma Metano CH4.